# Armando Trovajoli
Armando Trovajoli, all'anagrafe Armando Trovaioli (Roma, 2 settembre 1917 – Roma, 1º marzo 2013), è stato un pianista, compositore e direttore d'orchestra italiano.

## Biografia
Figlio di Italiano Trovaioli e Angela Petrucci, da bambino iniziò a studiare il violino rivelando un notevole talento musicale. In seguito si diplomò in pianoforte e composizione al conservatorio di musica di Santa Cecilia in Roma. Nel 1937 entrò nell'orchestra di Rocco Grasso, che l'anno dopo lo volle come pianista nel proprio complesso. Nel 1939 suonò con l'orchestra di Sesto Carlini, una delle più rinomate formazioni jazzistiche italiane dell'epoca. 
Dal 1940 a 1943 fu arruolato come ufficiale dell'esercito e inviato al fronte balcanico, dopo il quale venne trasferito a Roma ad una postazione militare di Maccarese. Congedato nel 1944 riprese la sua attività di musicista e, con la liberazione di Roma da parte degli alleati, formò il gruppo musicale Il club del ritmo con il chitarrista Libero Tosoni e con Cecconi, Ammanniti, De Carolis, Giuseppe Carta e la cantante Anna Maria Dionisi: insieme si esibirono in vari locali e teatri della capitale.
Dopo la guerra tornò ad alternare l'attività nel jazz con quella nella musica leggera; contemporaneamente perfezionò i suoi studi musicali, diplomandosi nel 1948 al Conservatorio Santa Cecilia di Roma. Nel 1949 fu scelto per rappresentare l'Italia al Paris Jazz Festival dove, con Gorni Kramer al contrabbasso e Gil Cuppini alla batteria, suonò nella celebre Salle Pleyel.
Nel 1950 cominciò a realizzare una serie di incisioni discografiche, pubblicate con il titolo Musica per i vostri sogni. Con lo stesso titolo, e in un secondo tempo con quello di Eclipse, in collaborazione con Piero Morgan (Piero Piccioni) fece un ciclo di trasmissioni radiofoniche, uno tra i primi tentativi italiani di presentare esecuzioni pianistiche di jazz con orchestra d'archi. Nel 1963 compose e incise con Carlo Pes alla chitarra il brano Quisasevà, che fu scelto come sigla del programma televisivo Il Giornalaccio.
Nel 1958 fondò a Roma l'Orchestra Stabile di Musica Leggera della Radiotelevisione Italiana, successivamente diretta da Gorni Kramer, Lelio Luttazzi e Piero Piccioni.

### La radio

Armando Trovajoli in un annuncio nel Radiocorriere del 1951

All'inizio degli anni cinquanta la Rai gli affidò la direzione di un'orchestra di musica leggera, l'"Orchestra di ritmi e canzoni". Trovajoli la impostò con un coro, tra cui spiccava la cantante Donatella Bianconi, e con un organico di dodici violini, quattro viole, quattro violoncelli, un flauto, un oboe, un clarinetto, un corno, l'arpa, vibrafono, chitarra elettrica, contrabbasso, batteria e il pianoforte suonato da lui stesso. Questa formazione, con la collaborazione di alcuni cantanti, trasmise dai microfoni di Radio Roma eleganti brani musicali con una netta impostazione jazzistica.
Negli anni 1952 e 1953, insieme a Piero Piccioni, fu protagonista del settimanale musicale serale Eclipse, nel quale l'orchestra, diretta in alternanza dai due compositori, eseguiva pezzi estremamente ricercati e sofisticati, con uno stile ben diverso da quello delle orchestre radiofoniche dell'epoca.

### Compositore per il cinema

Armando Trovajoli con Tina Centi negli studi di Radio Rai nel 1953

Nel frattempo Trovajoli aveva esordito, con lo pseudonimo Vatro, come autore di canzoni (È l'alba, Dimmi un po' Sinatra). Nel 1951 Dino De Laurentiis lo invitò a scrivere la colonna sonora di Anna, film diretto da Alberto Lattuada: la canzone El Negro Zumbón, ispirata a ritmi tropicali, divenne una hit mondiale, danzata e cantata nel film da Silvana Mangano, ma in realtà l'esecuzione vocale è di Flo Sandon's.
Lo stesso anno Trovajoli si esibì come concertista suonando musiche di Gershwin, sotto la direzione di Rodzinsky, al Teatro San Carlo di Napoli e di Willy Ferrero alla Basilica di Massenzio in Roma.
Nel 1953 scrisse il commento per il film Due notti con Cleopatra e partecipò come direttore d'orchestra al Festival della Canzone Italiana di Sanremo, trionfando con l'arrangiamento della canzone vincitrice Viale d'autunno. Intervenne al festival anche nel 1957.
Nel 1956 ottenne un secondo successo internazionale con Che m'è mparato a ffà, lanciata e incisa su disco da Sophia Loren.
Nel 1962 sposò l'attrice Anna Maria Pierangeli, dalla quale nel 1963 ebbe il figlio Andrew Howard Rugantino. Divorziò nel 1968. Si risposò con Maria Paola Sapienza, madre di suo figlio Piergiorgio.

### La commedia musicale
Nel 1962 Trovajoli, che in precedenza aveva collaborato ad alcuni spettacoli di rivista, fu chiamato a comporre la musica per un film scritto da Pasquale Festa Campanile e Massimo Franciosa; la pellicola doveva chiamarsi Rugantino, ma non fu realizzata (solo nel 1973 si realizzerà il film con Adriano Celentano come attore protagonista (Rugantino). Il copione fu invece utilizzato da Garinei e Giovannini per realizzare la famosa commedia musicale omonima, che andò in scena nel 1962 con enorme successo. Trovajoli fu apprezzato dagli intenditori per lo studio condotto sui motivi popolari romani dell'Ottocento, sapientemente riecheggiati nelle sue composizioni. Ottenne poi altrettanti successi con Ciao, Rudy e Aggiungi un posto a tavola, sempre di Garinei e Giovannini. Nei contenuti extra del DVD di Aggiungi un posto a tavola Trovajoli afferma che, non essendo credente, gli è stato difficile comporre delle canzoni per questa commedia. La canzone più suggestiva e orecchiabile in Rugantino, Roma nun fa' la stupida stasera, divenne il suo terzo best seller mondiale.
Da ricordare, nell'ambito delle colonne sonore, la collaborazione con registi come Vittorio De Sica, Marco Vicario, Dino Risi, Luigi Magni ed Ettore Scola, del quale ha musicato praticamente l'intera filmografia.
Nel 2007 ha ricevuto il Premio Speciale David di Donatello alla carriera.
Nel 2009 ha collaborato al nuovo disco di Renato Zero e il 20 giugno ha partecipato, con lui e con tanti altri cantanti italiani, al concerto "Corale per l'Abruzzo" allo Stadio Olimpico.
Nel 2010 ha ricevuto il Premio Federico Fellini 8½ per l'eccellenza artistica al Bif&st di Bari.

### Attore
Trovajoli realizzò anche la colonna sonora del film I complessi e, nell'episodio Guglielmo il dentone, quando Guglielmo Bertone (Alberto Sordi) cerca il professor Cutolo (Alessandro Cutolo) e apre la porta di uno studio in cui stanno registrando un brano di musica leggera, il maestro che dirige è proprio Trovajoli. In Ieri, oggi e domani (1963), nel secondo episodio ("Anna"), è l'automobilista con la spider che soccorre Sophia Loren.

### La morte
Muore nella sua abitazione a Roma il 1º marzo 2013 all'età di 95 anni, come da sua disposizione il decesso è reso noto dalla moglie Maria Paola, a cremazione avvenuta, in seguito le sue ceneri sono state sparse in natura.

## Vita privata
Ebbe cinque figli, da altrettante relazioni: Graziella, Marina Ubalda, Maurizio (nato nel 1960 dalla relazione con l'indossatrice Mirella Pettinari), Andrew avuto dalla moglie, l'attrice Anna Maria Pierangeli, e Piergiorgio. La secondogenita Marina Ubalda, nata l'11 agosto 1954 a San Marino dalla relazione con Silvana Puntieri, gli premorì il 12 agosto 2000.

## Discografia

### Album in studio
- 1958 - One Night in Naples
- 1958 - Songs by Night
- 1959 - Trovajoli Jazz Piano
- 1959 - Softly
- 1961 - Il gigante di Metropolis
- 1962 - Totò di notte n. 1
- 1962 - Rugantino
- 1962 - Boccaccio '70 (Original Soundtrack) - con Nino Rota
- 1963 - Ieri Oggi Domani

### Singoli
- 1950 - Fascinating Rhythm/Sophisticated Lady
- 1951 - Yesterdays/Easy to Love
- 1951 - Lady Bird/All the Things You Are

## Filmografia

### Compositore
- Riso amaro, regia di Giuseppe De Santis (musiche di Goffredo Petrassi e A. Trovajoli) (1949)
- Anna, regia di Alberto Lattuada (musiche di Nino Rota e A. Trovajoli) (1951)
- Eran trecento... (La spigolatrice di Sapri), regia di Gian Paolo Callegari (musiche di Giovanni Fusco e A. Trovajoli) (1952)
- La tratta delle bianche, regia di Luigi Comencini (1952)
- Era lei che lo voleva!, regia di Marino Girolami e Giorgio Simonelli (1953)
- Il più comico spettacolo del mondo, regia di Mario Mattoli (1953)
- Un giorno in pretura, regia di Steno (1953)
- Questa è la vita, regia di Luigi Zampa (1954)
- La donna del fiume, regia di Mario Soldati (musiche di Angelo Francesco Lavagnino e A.Trovajoli) (1954)
- Due notti con Cleopatra, regia di Mario Mattoli (1954)
- Le diciottenni, regia di Mario Mattoli (1955)
- Donne sole regia di Vittorio Sala (1956)
- Camping, regia di Franco Zeffirelli (1958)
- Poveri milionari, regia di Dino Risi (1959)
- Il vedovo, regia di Dino Risi (1959)
- La cento chilometri, regia di Giulio Petroni (1959)
- Vacanze d'inverno, regia di Camillo Mastrocinque (1959)
- Le notti dei teddy boys, diretto da Leopoldo Savona (1959)
- La ciociara, regia di Vittorio De Sica (1960)
- Chiamate 22-22 tenente Sheridan, regia di Giorgio Bianchi (1960)
- Il carro armato dell'8 settembre, regia di Gianni Puccini (1960)
- Le pillole di Ercole, regia di Luciano Salce (1960)
- Tu che ne dici?, regia di Silvio Amadio (1960)
- I piaceri dello scapolo, regia di Giulio Petroni (1960)
- I piaceri del sabato notte, regia di Daniele D'Anza (1960)
- Questo amore ai confini del mondo, regia di Giuseppe Maria Scotese (1960)
- Il mantenuto, regia di Ugo Tognazzi (1961)
- La ragazza di mille mesi, regia di Steno (1961)
- Gli attendenti, regia di Giorgio Bianchi (1961)
- Laura nuda, regia di Nicolò Ferrari (1961)
- Il gigante di Metropolis, regia di Umberto Scarpelli (1961)
- Ercole alla conquista di Atlantide, regia di Vittorio Cottafavi (1961)
- Ercole al centro della Terra, regia di Mario Bava (1961)
- Totò, Peppino e... la dolce vita, regia di Sergio Corbucci (1961)
- Maciste l'uomo più forte del mondo, regia di Antonio Leonviola (1961)
- Dieci italiani per un tedesco (Via Rasella), regia di Filippo Walter Ratti (1962)
- Totò e Peppino divisi a Berlino, regia di Giorgio Bianchi (1962)
- Il mio amico Benito , regia di Giorgio Bianchi(1962)
- I pianeti contro di noi, regia di Romano Ferrara (1962)
- Totò di notte n. 1, regia di Mario Amendola (1962)
- La visita, regia di Antonio Pietrangeli (1963)
- Ieri, oggi, domani, regia di Vittorio De Sica (1963)
- I mostri, regia di Dino Risi (1963)
- Alta infedeltà, regia di Franco Rossi, Elio Petri, Luciano Salce, Mario Monicelli (1963)
- Totò sexy, regia di Mario Amendola (1963)
- Gli onorevoli, regia di Sergio Corbucci (1963)
- Il monaco di Monza, regia di Sergio Corbucci (1963)
- Il magnifico cornuto, regia di Antonio Pietrangeli (1964)
- Matrimonio all'italiana, regia di Vittorio De Sica (1964)
- Se permettete parliamo di donne, regia di Ettore Scola (1964)
- Sette uomini d'oro, regia di Marco Vicario (1964)
- Che fine ha fatto Totò Baby?, regia di Ottavio Alessi con lo pseudonimo di Roman Vatro (1964)
- Le belle famiglie, regia di Ugo Gregoretti (1964)
- Le bambole, regia di Luigi Comencini, Dino Risi, Mauro Bolognini e Franco Rossi (1964)
- Casanova '70, regia di Mario Monicelli (1965)
- Italiani brava gente, regia di Giuseppe De Santis (1965)
- La violenza e l'amore, regia di Adimaro Sala (1965)
- I complessi, regia di Dino Risi, Franco Rossi, Luigi Filippo D'Amico (1965)
- L'arcidiavolo, regia di Ettore Scola (1966)
- Operazione San Gennaro, regia di Dino Risi (1966)
- Le spie amano i fiori, regia di Umberto Lenzi (1966)
- Adulterio all'italiana, regia di Pasquale Festa Campanile (1966)
- Le fate, regia di Luciano Salce, Mario Monicelli, Mauro Bolognini, Antonio Pietrangeli (1966)
- America paese di Dio, regia di Luigi Vanzi (1967)
- I lunghi giorni della vendetta, regia di Florestano Vancini (1967)
- La matriarca, regia di Pasquale Festa Campanile (1968)
- Straziami ma di baci saziami, regia di Dino Risi (1968)
- Riusciranno i nostri eroi a ritrovare l'amico misteriosamente scomparso in Africa?, regia di Ettore Scola (1968)
- Il profeta, regia di Dino Risi (1968)
- Sette volte sette, regia di Michele Lupo (1968)
- Le dolci signore, regia di Luigi Zampa (1968)
- Faustina, regia di Luigi Magni (1968)
- Acid - Delirio dei sensi, regia di Giuseppe Maria Scotese (1968)
- Rapporto Fuller, base Stoccolma, regia di Sergio Grieco (1968)
- Il commissario Pepe, regia di Ettore Scola (1969)
- Dove vai tutta nuda?, regia di Pasquale Festa Campanile (1969)
- Nell'anno del Signore, regia di Luigi Magni (1969)
- Vedo nudo, regia di Dino Risi (1969)
- Lovemaker - L'uomo per fare l'amore, regia di Ugo Liberatore (1969)
- La moglie del prete, regia di Dino Risi (1970)
- Dramma della gelosia - Tutti i particolari in cronaca, regia di Ettore Scola (1970)
- Il vichingo venuto dal sud, regia di Steno (1971)
- Noi donne siamo fatte così, regia di Dino Risi (1971)
- Il prete sposato, regia di Marco Vicario (1971)
- Stanza 17-17 palazzo delle tasse, ufficio imposte, regia di Michele Lupo (1971)
- Homo Eroticus, regia di Marco Vicario (1971)
- L'uccello migratore, regia di Steno (1972)
- La mala ordina, regia di Fernando Di Leo (1972)
- La più bella serata della mia vita, regia di Ettore Scola (1972)
- La Tosca, regia di Luigi Magni (1973)
- Sessomatto, regia di Dino Risi (1973)
- Amore e ginnastica, regia di Luigi Filippo D'Amico (1973)
- Paolo il caldo, regia Marco Vicario (1973)
- C'eravamo tanto amati, regia di Ettore Scola (1974)
- Profumo di donna, regia di Dino Risi (1974)
- Di mamma non ce n'è una sola, regia di Alfredo Giannetti (1974)
- La moglie vergine, regia di Marino Girolami (1975)
- L'anatra all'arancia, regia di Luciano Salce (1975)
- Brutti, sporchi e cattivi, regia di Ettore Scola (1976)
- Una Magnum Special per Tony Saitta, regia di Alberto De Martino (1976)
- Telefoni Bianchi, regia di Dino Risi (1976)
- Prima notte di nozze, regia di Corrado Prisco (1976)
- Cattivi pensieri, regia di Ugo Tognazzi (1976)
- I soliti ignoti colpiscono ancora - E una banca rapinammo per fatal combinazion (Ab morgen sind wir reich und ehrlich), regia di Franz Antel (1976)
- Dimmi che fai tutto per me, regia di Pasquale Festa Campanile (1976)
- Basta che non si sappia in giro, regia di Nanni Loy, Luigi Magni, Luigi Comencini (1976)
- Luna di miele in tre, regia di Carlo Vanzina (1976)
- In nome del Papa Re, regia di Luigi Magni (1977)
- Una giornata particolare, regia di Ettore Scola (1977)
- La stanza del vescovo, regia di Dino Risi (1977)
- Ligabue, regia di Salvatore Nocita (1977)
- Il marito in collegio, regia di Maurizio Lucidi (1977)
- I nuovi mostri, regia di Mario Monicelli, Dino Risi, Ettore Scola (1977)
- Mogliamante, regia di Marco Vicario (1977)
- L'alba dei falsi dei, regia di Duccio Tessari (1978)
- Amori miei, regia di Steno (1978)
- Dottor Jekyll e gentile signora, regia di Steno (1979)
- La terrazza, regia di Ettore Scola (1980)
- Passione d'amore, regia di Ettore Scola (1981)
- Plus beau que moi, tu meurs, regia di Philippe Clair (1982)
- Il mondo nuovo, regia di Ettore Scola (1982)
- Il conte Tacchia, regia di Sergio Corbucci (1982)
- Viuuulentemente mia, regia di Carlo Vanzina (1982)
- Grand Hotel Excelsior, regia di Castellano e Pipolo (1982)
- Mystère, regia di Carlo Vanzina (1983)
- Maccheroni, regia di Ettore Scola (1985)
- La Famiglia, regia di Ettore Scola (1987)
- Miss Arizona, regia di Pál Sándor (1987)
- I giorni del commissario Ambrosio, regia di Sergio Corbucci (1988)
- Che ora è, regia di Ettore Scola (1989)
- Il viaggio di Capitan Fracassa, regia di Ettore Scola (1990)
- Cattiva, regia di Carlo Lizzani (1991)
- Centro storico - Donne sottotetto, regia di Roberto Giannarelli (1992)
- Cinecittà... Cinecittà, regia di Vincenzo Badolisani (1992)
- Giovani e belli, regia di Dino Risi (1996)
- La cena, regia di Ettore Scola (1998)
- Concorrenza sleale, regia di Ettore Scola (2001)

## Canzoni di musica leggera
- 1950 - Dimmi un po' Sinatra per Quartetto Cetra (testo di Tata Giacobetti)
- 1951 - El negro Zumbon per Flo Sandon's (testo di Francesco Giordano)
- 1951 - È l'alba per Nilla Pizzi (testo di Gian Carlo Testoni)
- 1954 - Mambo Bacan per Sophia Loren (testo di Francesco Giordano)
- 1958 - Che m'è 'mparato 'a fa per Sophia Loren (testo di Dino Verde)
- 1961 - Lady luna per Miranda Martino e Jimmy Fontana (testo di Dino Verde)
- 1961 - Roma nun fa' la stupida stasera per Nino Manfredi e Lea Massari (testo di Pietro Garinei e Sandro Giovannini)
- 1961 - Ciumachella de' Trastevere per Lando Fiorini (testo di Pietro Garinei e Sandro Giovannini)
- 1963 - O meu violao per Carlo Pes (testo di Screwball)
- 1964 - Per una notte no per Gianni Morandi (testo di Franco Migliacci)
- 1965 - La verità per Paul Anka e Carmen Villani (in collaborazione con Carlo Pes; testo di Sergio Bardotti)
- 1966 - Bada Caterina per Carmen Villani (testo di Franco Migliacci)
- 1966 - Brillo bollo per Carmen Villani (testo di Giulia De Mutiis)
- 1966 - Parliamo di donne per Michele (testo di Sergio Bardotti)
- 1968 - Il profeta per Carmen Villani (in collaborazione con Carlo Pes; testo di Antonio Amurri)
- 1968 - Io ti sento per Marisa Sannia (Fonit Cetra, SP 1382)
- 1969 - L'amore dice ciao per Andee Silver (testo di Giancarlo Guardabassi)
- 1969 - Love is a woman per Lydia MacDonald (vocalizzi senza testo)
- 1973 - Nun je da' retta, Roma per Luigi Proietti (testo di Luigi Magni)
- 1975 - Aggiungi un posto a tavola per Johnny Dorelli (testo di Iaia Fiastri, Pietro Garinei e Sandro Giovannini)
- 1989 - Amori per Mia Martini (testo di Domenica Bertè)

## Programmi radiofonici RAI
- Tre in uno, panorami internazionali, con le orchestre di Ernesto Nicelli, Francesco Donadio e Armando Trovajoli maggio 1950
- Tè per due, programma musicale con le orchestre di A Trovajoli e Gorni Kramer, trasmessa il 5 giugno 1952
- Fantasia in bianco e nero, con Armando Trovajoli, trasmessa il 24 luglio 1952
- Orchestra Eclipse, diretta da Armando Trovajoli e Piero Piccioni, bisettimanale 1953
- La penisola canta, programma scambio con la Radio Francese e la Radio Italiana, orchestra Eclipse diretta da Armando Trovajoli, trasmessa il 8 aprile 1953
- Paradiso Bar, radiocommedia di Wilson Hughes, al pianoforte Armando Trovajoli, regia di Anton Giulio Majano, trasmessa il 8 luglio 1953
- Invito alla canzone, programma musicale settimanale con le orchestre di Francesco Ferrari e Armando Trovajoli, con la presentazione di Galeazzo Benti giugno settembre 1953.
- Concerto dalla Basilica di Massenzio, musiche di George Gershwin, diretto da Willy Ferrero con Armando Trovajoli al piano, trasmesso il 10 settembre 1953
- Mostra personale di A. Trovajoli, trasmessa il 26 settembre 1953
- Preludio alla notte, un programma di Armando Trovajoli, trasmesso il 13 gennaio 1954
- Occhio magico, a cura di Mino Doletti, presenta Carlo Croccolo, con l'orchestra di Armando Trovajoli, trasmessa il 12 novembre 1954
- Primi Piani , orchestra diretta da Armando Trovajoli cantano Luciana Gonzales, Gianni Marzocchi, presenta Enrico Luzi, mercoledì 20 giugno 1956 secondo programma ore 21.
- Cantate con noi, fantasia musicale presentato da Corrado e May Britt, con Oscar Carboni, Tonina Torrielli, Peter Van Wood, e le orchestre di A. Trovajoli e W. Galassini, trasmesso il 19 agosto 1956
- Iridescenze, un programma di Armando Trovajoli, canta Carol Danell, presenta Nunzio Filogamo, trasmessa il 27 ottobre 1956.
- Concerto Jazz, Orchestra diretta da A. Trovajoli, trasmesso il 28 ottobre 1956
- Canzoni presentate al VII Festival di Sanremo 1957, orchestra di Jazz sinfonico diretta da Armando Trovajoli, con le voci di Natalino Otto, Gloria Christian, Flo Sandon's, Luciano Virgili e il Poker di voci, febbraio 1957.
- Sulle spiagge della luna , rivista di e con Luciano Salce, Franca Valeri, Vittorio Caprioli, orchestra di Armando Trovajoli, programma nazionale i sabato sera alle 21 1957.
- Programmissimo musica a due colori, orchestre Armando Fragna, Armando Trovajoli con il complesso di Lelio Luttazzi, presenta Corrado, i mercoledì sera 1958
- Concerto jazz, programma musicale con Armando Trovajoli e i suoi solisti, trasmesso il 2 marzo 1958
- L'uovo a sorpresa, strenna pasquale con le orchestre di Beppe Mojetta e Armando Trovajoli regia di Silvio Gigli 1958.
- Sera d'estate, spettacolo musicale di Antonio Amurri e Bernardino Zapponi, con l'orchestra di Armando Trovajoli, regia di Maurizio Jurgens, trasmessa il 1 luglio 1958.
- Gran gala, spettacolo musicale di Armando Trovajoli presentato da Lidia Pasqualini 1959
- Arcidiapason, spettacolo musicale con Mario Migliardi, Bruno Maderna e Armando Trovajoli presentato da Stefano Sibaldi 1960.
- La fidanzata del bersagliere, radiodramma di Edoardo Anton, musiche di Armando Trovajoli, regia di Luciano Mondolfo, trasmessa il 19 novembre 1960.
- Rolf Lieberman, Concerto per jazz-band e orchestra, pianista Tony Lenzi, Orchestra Sinfonica di Roma della RAI, diretta da Ferruccio Scaglia e Orchestra jazz di Armando Trovajoli, trasmesso il 14 giugno 1963.

## Programmi televisivi Rai
- Concerto di musica leggera, diretto da Armando Trovajoli, regia di Vittorio Brignole, trasmesso il 25 ottobre 1956.
- Concerto di Musica leggera, diretto da A. Trovajoli, con la cantante Lynda Gloria, regia di Vittorio Brignole, trasmesso il 8 novembre 1956
- Ragazza mia, sceneggiato in quattro puntate da William Saroyan, musiche di Armando Trovajoli, regia di Mario Landi, marzo-aprile 1960.
- Il novelliere, Una serata per Cecov, spettacolo a cura di Daniele D'Anza, musiche di Armando Trovajoli, regia di D. D'Anza, trasmesso il 14 giugno 1960
- Il Gionalaccio, varietà settimamnale scritto da Fabio Maurri e Daniele D'Anza. presentato da Rossano Brazzi e Rossella Falk  con musiche di A.Trovajoli, regia di  Daniele D'Anza 1963

## Il varietà teatrale
- È arrivato un bastimento... rivista di Carlo Veo con il Club del Ritmo di Armando Trovajoli e Anna Maria Dionisi, prima al Teatro 4 Fontane di Roma il 28 agosto 1944.
- Siamo tutti dottori, rivista di Age, Furio Scarpelli e Dino Verde, con Mario Riva, Riccardo Billi, Franca Maj, Quartetto Cetra, Delia Lodi, Diana Dei, musiche di Armando Trovajoli, 1954.
- Festival di Age, Scarpelli, Marcello Marchesi, Dino Verde e Orio Vergani, regia di Luchino Visconti, musiche di Armando Trovajoli, con Wanda Osiris, Marina Doge, Alberto Lionello, Nino Manfredi, Raffaele Pisu ed Elio Pandolfi, Teatro Nuovo di Milano, 14 ottobre 1954.

## La commedia musicale
- Rugantino
- Ciao, Rudy
- Aggiungi un posto a tavola, di Jaja Fiastri, Pietro Garinei e Sandro Giovannini
- Accendiamo la Lampada, di Jaja Fiastri, regia Pietro Garinei
- Se il tempo fosse un gambero, di Jaja Fiastri e Bernardino Zapponi, regia Pietro Garinei, prima al Teatro Sistina il 23 dicembre (1986)

## Premi e riconoscimenti

### Premi
- Ciak d'oro
  - 1987 - Migliore colonna sonora per La famiglia[6]

### Altro
- Il 30 maggio 2013 il comune di Roma gli ha dedicato il Ponte della Musica-Armando Trovajoli, inaugurato due anni prima nel quartiere Flaminio.